# Sleep When I'm Dead
Sleep When I'm Dead è un brano musicale del gruppo rock inglese The Cure, pubblicato nel 2008 come singolo estratto dall'album 4:13 Dream.
Il brano è stato scritto da Robert Smith, Simon Gallup, Jason Cooper e Porl Thompson e prodotto da Smith e Keith Uddin.

## Tracce
1. Sleep When I'm Dead (Mix 13) – 3:51
2. Down Under – 3:05